# المهاجرون البيض

الالوان الثلاثة للإمبراطورية الروسية التي استخدمها المهاجرون البيض بعد الثورة الروسية، وتم استخدامها فيما بعد كعلم للاتحاد الروسي.

المهاجرون البيض مهاجرون روس هاجروا من أراضي الإمبراطورية الروسية السابقة في أعقاب الثورة الروسية (1917) والحرب الأهلية الروسية (1917-1923)، وكانوا معارضين للمناخ السياسي الروسي الثوري. شارك العديد من المهاجرين البيض في الحركة البيضاء أو ساندوها، على الرغم من أن المصطلح غالبًا ما يطبق على نطاق واسع على أي شخص قد يكون قد غادر البلاد بسبب تغيير النظام السياسي.
بعض المهاجرين البيض، مثل المناشفة والثوريين الاشتراكيين، عارضوا البلاشفة لكنهم لم يدعموا الحركة البيضاء مباشرة؛ كان البعض غير سياسي. ينطبق المصطلح أيضًا على أحفاد الذين غادروا والذين ما زالوا يحتفظون بهوية مسيحية أرثوذكسية روسية أثناء إقامتهم في الخارج. [بحاجة لمصدر]
يستخدم المصطلح بشكل شائع في فرنسا والولايات المتحدة والمملكة المتحدة. المصطلح المفضل من قبل المهاجرين أنفسهم كان الموجة الأولى من المهاجرين، «المهاجرون الروس» ((بالروسية: русская эмиграция)‏ ، russkaya emigratsiya) أو «المهاجرين العسكريين الروس» ((بالروسية: русская военная эмиграция)‏ ، russkaya voyennaya emigratsiya) إذا شاركوا في الحركة البيضاء. في الاتحاد السوفيتي، كان للمهاجرون البيض (المهاجرون البايونجيون) دلالات سلبية بشكل عام. منذ نهاية الثمانينات، أصبح مصطلح «الموجة الأولى» أكثر شيوعًا في روسيا. في شرق آسيا، الروسية البيضاء (بالصينية: 白俄)، (باليابانية: 白系ロシア人, 白系露人) هو المصطلح الأكثر استخدامًا للمهاجرين البيض، رغم أنهم ليسوا جميعًا من أصل روسي.
غادر معظم المهاجرين البيض في الفترة من 1917 إلى 1920 (تتراوح التقديرات بين 900000 و 2 مليون)، على الرغم من أن البعض تمكنوا من المغادرة خلال عشرينيات وثلاثينيات القرن العشرين أو طردتهم الحكومة السوفيتية (مثل بيتريم سوروكين وإيفان إيلين).